# Désiré-Joseph Mercier
Désiré-Félicien-François-Josep Mercier (Braine-l'Alleud, 21 de Novembro de 1851 — Bruxelas, 23 de Janeiro de 1926) foi um prelado belga da Igreja Católica Romana que serviu como arcebispo de Bruxelas-Mechelen de 1906 até falecer. Foi elevado a cardeal em 1907. Doutor em Filosofia, distinguiu-se como um dos líderes do movimento neotomista e como um defensor acérrimo da resistência belga à ocupação alemã em 1914. O seu pensamento social terá influenciado o cardeal Leo Joseph Suenens na sua defesa da reforma da Igreja durante o Concílio Vaticano II (1962-1965).